# Podłożne
Podłożne (ukr. Підложне) – wieś na Ukrainie w rejonie kowelskim, w obwodzie wołyńskim. Wieś powstała po II wojnie światowej nad brzegiem jeziora Radoże w pobliżu dawnego chutoru Pod Kozłem (Podkozioł). W II Rzeczypospolitej tereny obecnej wsi wchodziły w skład gminy wiejskiej Górniki w powiecie kowelskim, w województwie wołyńskim. W pobliżu wsi, po drugiej stronie jeziora Radoże znajduje się niewielki chutor Lipowo.
Do 2020 w rejonie ratnieńskim.